# Ronde van Campanië 1945
De  zeventiende editie van de wielerwedstrijd Ronde van Campanië vond plaats op 14 oktober 1945. De wedstrijd startte in Napoli en finishte 195 kilometer later in Napoli. De Italiaan Gino Bartali won de wedstrijd.

## Uitslag
| Plaats  | Naam              | Ploeg     | Tijd     |
| ------- | ----------------- | --------- | -------- |
| Winnaar | Gino Bartali      | Legnano   | 7u09'01" |
| 2       | Primo Volpi       | Viscontea | + 1’52"  |
| 3       | Quirino Toccaceli |           | + 10’20" |
| 4       | Adolfo Leoni      |           | z.t.     |
| 5       | Pietro Chiappini  | Viscontea | z.t.     |
| 6       | Edoardo Taddei    | Viscontea | z.t.     |
| 7       | Vincenzo Fausto   |           | z.t.     |
| 8       | Alfredo Martini   |           | + 13’00" |
| 9       | Antonio D'Amore   |           | + 13’30" |
| 10      | Pasquale Carbone  |           | + 14’00" |

1911 · 1912 · 1913 · 1914 - 1920 · 1921 · 1922 · 1923 - 1925 · 1926 · 1927 · 1928 · 1929 · 1930 · 1931 · 1932 · 1933 · 1934 · 1935 · 1936 · 1937 · 1938 · 1939 · 1940 · 1941 · 1942 · 1943 · 1944 · 1945 ·  1946 · 1947 · 1948 · 1949 · 1950 · 1951 · 1952 · 1953 · 1954 · 1955 · 1956 · 1957 · 1958 · 1959 · 1960 · 1961 · 1962 · 1963 · 1964 · 1965 · 1966 · 1967 · 1968 · 1969 · 1970 · 1971 · 1972 · 1973 · 1974 · 1975 · 1976 · 1977 · 1978 · 1979 · 1980 · 1981 · 1982 · 1983 · 1984 · 1985 · 1986 · 1987 · 1988 · 1989 · 1990 · 1991 · 1992 · 1993 · 1994 · 1995 · 1996 · 1997 · 1998 · 1999 · 2000 · 2001